# Kaye Gibbons
Kaye Gibbons (Contea di Nash, 5 maggio 1960) è una scrittrice statunitense.

## Biografia
Nata Bertha Kaye Batts il 5 maggio 1960 nella Contea di Nash, dopo un'infanzia difficile (la madre suicida nel 1970 e il padre morto tre anni più tardi), si laurea nel 1987 all'Università della Carolina del Nord a Chapel Hill. Nello stesso anno esordisce nella narrativa con il romanzo autobiografico Ellen Foster che riceve il Sue Kaufman Prize per l'opera prima. Sono seguiti altri sette romanzi di cui solo quattro tradotti in italiano. Ellen Foster e L' amuleto della felicità sono stati trasposti in film per la TV rispettivamente nel 1997 e nel 2002. The Life All Around Me del 2005 è l'ideale seguito del suo fortunato esordio.

## Vita privata
Kaye Gibbons è sposata con Michael Gibbons dal 1984 e ha tre figlie. Affetta da disturbo bipolare, il 2 novembre 2008 viene arrestata per prescrizione illegale di farmaci. Dichiaratasi colpevole viene condannata a 90 giorni di pena sospesa, 2 anni di libertà vigilata e una multa di 300 dollari.

## Opere
- Ellen Foster (1987), Roma, Theoria, 1991 - Nuova ed. Milano, Feltrinelli, 1995
- Una donna virtuosa (A virtuous woman) (1989), Roma, Theoria, 1994 - Nuova ed. Milano, Feltrinelli, 1996
- Un rimedio per i sogni (A cure for dreams) (1991), Roma, Theoria, 1992
- L' amuleto della felicità (Charms for the easy life) (1993), Milano, Baldini & Castoldi, 1995
- A occhi chiusi (Sights unseen) (1995), Milano, Baldini & Castoldi, 1997
- On the Occasion of My Last Afternoon (1998)
- Divining Women (2004)
- The Life All Around Me (2005)